# Spaanse legislatuur XII
De Spaanse legislatuur XII is in de Spaanse politiek de regeringsperiode die begon op 19 juli 2016, toen na de parlementsverkiezing in mei 2016 de Cortes Generales in de nieuwe samenstelling werden geïnstalleerd. De regering tijdens deze legislatuur werd aanvankelijk uitgeoefend onder de conservatieve Partido Popular met Mariano Rajoy als premier, door middel van een minderheidsregering met gedoogsteun van de partij Ciudadanos. Op 1 juni 2018 moesten ze aftreden en werden ze opgevolgd door de socialisten onder leiding van Pedro Sánchez, die met zijn regering de legislatuur af wilde maken. Omdat hij de begroting voor 2019 echter niet goedgekeurd kreeg door het parlement, diende hij op 5 maart 2019 het ontslag van zijn regering in, en werden er nieuwe verkiezingen uitgeschreven voor 28 april.

## Machtsverhoudingen

### Cortes Generales
Naar aanleiding van de uitslag van de parlementsverkiezingen op 26 juni 2016 en de daarop volgende formatie van fracties, is de zetelverdeling tijdens de twaalfde legislatuur als volgt:
|           | Fractie                                              | Zetels | Partij         | Zetels                    | Woordvoerder              | Partijleider     |
| --------- | ---------------------------------------------------- | ------ | -------------- | ------------------------- | ------------------------- | ---------------- |
|           | Populares                                            | 134    | PP             | 134                       | Rafael Hernando           | Mariano Rajoy    |
|           | Socialisten                                          | 84     | PSOE           | 84                        | Margarita Robles          | Pedro Sánchez    |
|           | Confederatie Unidos Podemos, En Comú Podem, En Marea | 67     | Unidos Podemos | 50                        | Irene Montero             | Pablo Iglesias   |
| En Comú   | Confederatie Unidos Podemos, En Comú Podem, En Marea | 67     | 12             |                           | Irene Montero             | Pablo Iglesias   |
| En Marea  | Confederatie Unidos Podemos, En Comú Podem, En Marea | 67     | 5              |                           | Irene Montero             | Pablo Iglesias   |
|           | Ciudadanos                                           | 32     | C's            | 32                        | Juan Carlos Girauta       | Albert Rivera    |
|           | Esquerra Republicana                                 | 9      | ERC            | 9                         | Joan Tardà                | Joan Tardà       |
|           | Basken                                               | 5      | EAJ-PNV        | 5                         | Aitor Esteban             | Aitor Esteban    |
|           | Grupo mixto                                          | 19     | PDeCAT         | 8                         | Carles Campuzano          | Carles Campuzano |
| Compromís | Grupo mixto                                          | 19     | 4              | Joan Baldoví              | Joan Baldoví              |                  |
| UPN       | Grupo mixto                                          | 19     | 2              | Íñigo Jesús Alli          | Íñigo Jesús Alli          |                  |
| EH Bildu  | Grupo mixto                                          | 19     | 2              | Marian Beitialarrangoitia | Marian Beitialarrangoitia |                  |
| CC        | Grupo mixto                                          | 19     | 1              | Ana Oramas                | Ana Oramas                |                  |
| FAC       | Grupo mixto                                          | 19     | 1              | Isidro Martínez           | Isidro Martínez           |                  |
| NC        | Grupo mixto                                          | 19     | 1              | Pedro Quevedro            | Pedro Quevedro            |                  |

|                         | Fractie                                              | Zetels | Partij  | Zetels                              | Woordvoerder            |
| ----------------------- | ---------------------------------------------------- | ------ | ------- | ----------------------------------- | ----------------------- |
|                         | Populares                                            | 149    | PP      | 147                                 | José Manuel Barreiro    |
| PAR                     | Populares                                            | 149    | 2       |                                     | José Manuel Barreiro    |
|                         | Socialisten                                          | 62     | PSOE    | 58                                  | Vicente Álvarez         |
| PSdeG-PSOE              | Socialisten                                          | 62     | 2       |                                     | Vicente Álvarez         |
| PSE-EE-PSOE             | Socialisten                                          | 62     | 1       |                                     | Vicente Álvarez         |
| PSC-PSOE                | Socialisten                                          | 62     | 1       |                                     | Vicente Álvarez         |
|                         | Confederatie Unidos Podemos, En Comú Podem, En Marea | 21     | Podemos | 15                                  | Ramón Espinar           |
| En Comú                 | Confederatie Unidos Podemos, En Comú Podem, En Marea | 21     | 2       |                                     | Ramón Espinar           |
| En Marea                | Confederatie Unidos Podemos, En Comú Podem, En Marea | 21     | 1       |                                     | Ramón Espinar           |
| IU                      | Confederatie Unidos Podemos, En Comú Podem, En Marea | 21     | 2       |                                     | Ramón Espinar           |
| Catalunya Sí que es Pot | Confederatie Unidos Podemos, En Comú Podem, En Marea | 21     | 1       |                                     | Ramón Espinar           |
|                         | Esquerra Republicana                                 | 12     | ERC     | 12                                  | Santiago Vidal          |
|                         | Basken                                               | 6      | EAJ-PNV | 6                                   | Jokin Bildarratz Sorron |
|                         | Grupo mixto                                          | 16     | PDeCAT  | 4                                   | Josep Lluìs Cleries     |
| C's                     | Grupo mixto                                          | 16     | 3       | Luis Crisol                         |                         |
| Compromís               | Grupo mixto                                          | 16     | 2       | Carles Mulet García                 |                         |
| FAC                     | Grupo mixto                                          | 16     | 1       | Rosa María Domínguez                |                         |
| NC                      | Grupo mixto                                          | 16     | 1       | María José López Santana            |                         |
| EH Bildu                | Grupo mixto                                          | 16     | 1       | Iñaki Goioaga Llano                 |                         |
| UPN                     | Grupo mixto                                          | 16     | 1       | Francisco Javier Yanguas Fernández  |                         |
| ASG                     | Grupo mixto                                          | 16     | 1       | Yaiza Castilla Herrera              |                         |
| AHI                     | Grupo mixto                                          | 16     | 1       | Pablo Rodríguez Cejas               |                         |
| CC-PNC                  | Grupo mixto                                          | 16     | 1       | María del Mar del Pino Julios Reyes |                         |
|                         | Totaal                                               | 266    |         | 266                                 |                         |

### Kabinet
Constitutieve legislatuur (1977-1979) · I (1979-1982) · II (1982-1986) · III (1986-1989) · IV (1989-1993) · V (1993-1996) · VI (1996-2000) · VII (2000-2004) · VIII (2004-2008) · IX (2008-2011) · X (2011-2016) · XI (2016) · XII (2016-2019) · XIII (2019) · XIV (2019-2023) · XV (vanaf 2023)